# Малиновка (Чистоозёрный район)
Малиновка — посёлок в Чистоозёрном районе Новосибирской области. Входит в состав Романовского сельсовета.

## География
Площадь посёлка — 23 гектаров.

## Население
| 2002 | 2007 | 2010 |
| ---- | ---- | ---- |
| 157  | ↘108 | ↘74  |

На 2024 год в посёлке на постоянной основе проживают около 20-и человек.

## Инфраструктура
В посёлке по данным на 2007 год функционируют 1 учреждение здравоохранения и 1 учреждение образования. На 2024 функционирует только начальная школа, использующаяся исключительно в качестве места проведения сельских мероприятий (например, районные или президентские выборы).